# خط الخلافة على العرش البريطاني

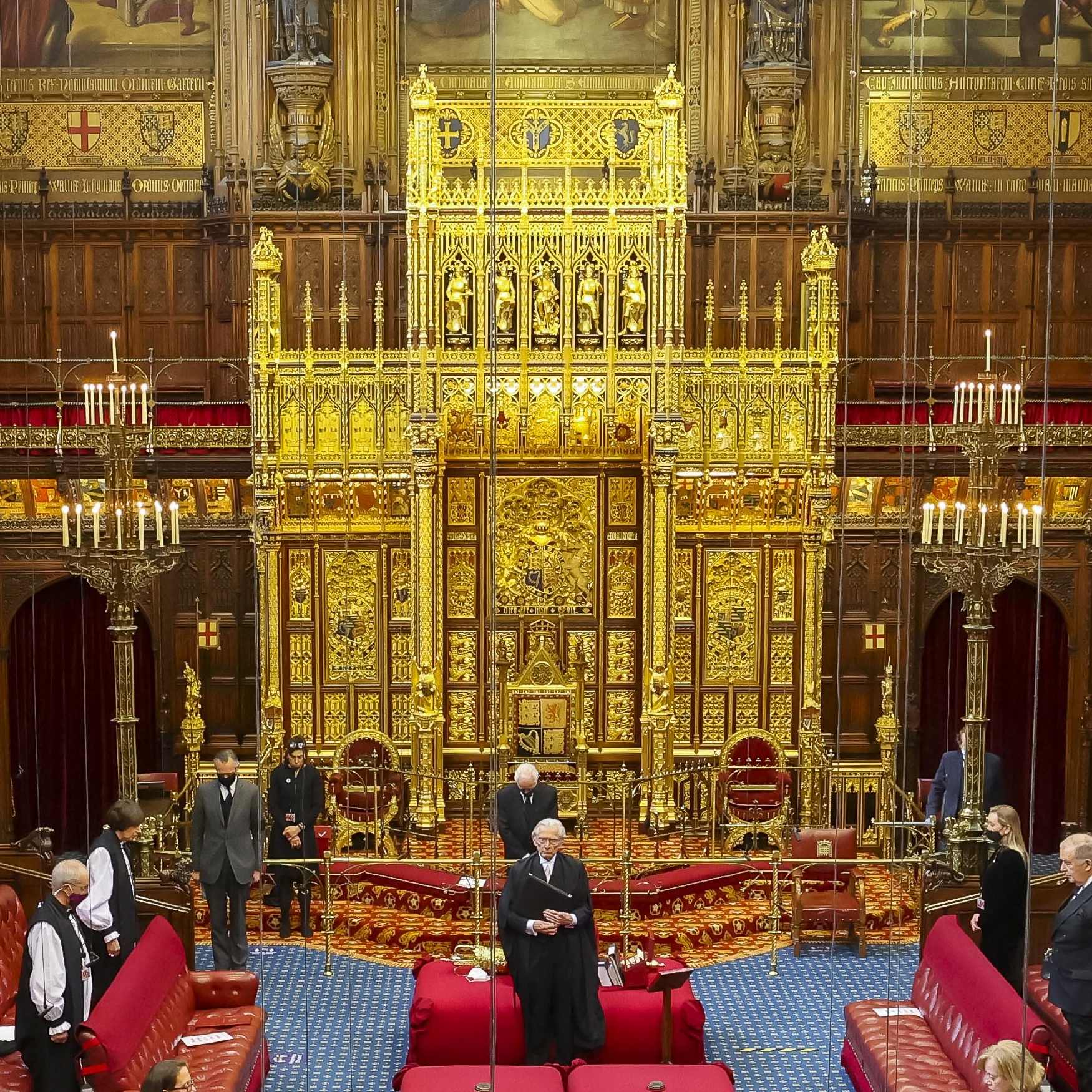
عرش الملك في مجلس اللوردات، والذي يُلقى منه الخطاب في الافتتاح الرسمي لدورة للبرلمان.

خط الخلافة على العرش البريطاني يُحدد عبر النسب والجنس (الذكور الذين ولدوا قبل 28 أكتوبر عام 2011 يسبقون أخواتهم الأكبر سنًا في خط الترتيب) والشرعية والدين. وبموجب القانون العام، يُورث التاج لأبناء الملك أو لأقرب نسيب للملك الذي ليس لديه أطفال. حصرت وثيقة الحقوق 1689 وقانون التسوية 1701 خلافة العرش بأحفاد البروتستانت الشرعيين لصوفيا هانوفر الذين «يتبعون كنيسة إنجلترا». واستُبعد أزواج الرومان الكاثوليك منذ عام 1689 حتى عُدل القانون في عام 2015. ويحق للأحفاد البروتستانت من الذين استُبعدوا لكونهم من الرومان الكاثوليك أن يكونوا في ترتيب العرش.
إن الملك تشارلز الثالث هو صاحب السيادة (الملك)، ووريثه الظاهر هو الأمير وليام دوق كورنوال وكامبريدج الابن الأكبر للملك وولي عهده . والثاني في الترتيب هو الأمير جورج الابن الأكبر لدوق كامبريدج، تليه شقيقته الأميرة شارلوتوشقيقهما الأصغر الأمير لويس. الخامس في الترتيب هو الأمير هاري دوق ساسكس الابن الأصغر للملك تشارلز الثالث. وبموجب اتفاقية بيرث التي دخلت حيز التنفيذ في عام 2015، فإن الستة الأوائل في ترتيب العرش بحاجة إلى موافقة الملك قبل الزواج؛ وبدون هذه الموافقة، يُستبعدون هم وأطفالهم من خط الخلافة.
يمكن تعيين أول أربعة أشخاص في خط الخلافة ممن تزيد أعمارهم عن 21 عامًا وكذلك قرينة الملك كمستشارين للدولة. يؤدي مستشارو الدولة بعض واجبات الملك في المملكة المتحدة أثناء تواجده خارج البلاد أو عجزه مؤقتًا. خلاف ذلك، ليس على الأفراد في ترتيب العرش أن يتقلدوا أدوار قانونية أو رسمية محددة.
المملكة المتحدة هي واحدة من ممالك الكومنولث الخمسة عشر. وكل واحدة من هذه البلدان لديها نفس الملك ونفس ترتيب العرش. في عام 2011، اتفق رؤساء وزراء الممالك بالإجماع على تبني نهج مشترك لتعديل القواعد المتعلقة بخلافة عرشهم، بحيث ينطبق حق البكر المطلق على الأشخاص المولودين بعد تاريخ الاتفاقية بدلًا من تفضيل الذكر البكر، كما اتفقوا على رُفع الحظر المفروض على الزواج من الرومان الكاثوليك، مع بقاء الملك تابعًا لكنيسة إنجلترا. وبعد سن التشريعات اللازمة وفقًا لدستور كل منطقة من الكومنولث، دخلت التغييرات حيز التنفيذ في 26 مارس عام 2015.

## خط الخلافة الحالي
| الستة الأوائل في الخط الخلافة على العرش البريطاني | الستة الأوائل في الخط الخلافة على العرش البريطاني |
| ------------------------------------------------- | ------------------------------------------------- |
| 1. ويليام أمير ويلز                               |                                                   |
| 2. الأمير جورج من ويلز                            |                                                   |
| 3. الأميرة شارلوت من ويلز                         |                                                   |
| 4. الأمير لويس من ويلز                            |                                                   |
| 5. هاري دوق ساسكس                                 |                                                   |
| 6. آرتشي ماونتباتن-وندسور                         |                                                   |

لا توجد نسخة رسمية كاملة لخط الخلافة. العدد الدقيق للأشخاص المؤهلين غير مؤكد. في عام 2001 جمع عالم الأنساب الأمريكي وليام أدامز ريتويزنر [الإنجليزية] قائمة تضم 4973 من الأشخاص الأحياء من نسل صوفيا هانوفر بترتيب الخلافة دون استبعاد الروم الكاثوليك. وعند تحديث القائمة في يناير عام 2011، كان الرقم 5753.

تغطي القائمة الموضحة أدناه الجزء الأول من خط الخلافة وتقتصر على أحفاد أبناء الملك جورج الخامس جد إليزابيث الثانية. الأشخاص الذين يحملون الأرقام من 1 إلى 24 في هذه القائمة (وجميعهم من نسل الملكة إليزابيث الثانية) إُدرجت أسمائهم على الموقع الرسمي للنظام الملكي البريطاني؛ الأشخاص الآخرين في القائمة والاستثناءات الأخرى مشروحة من خلال التعليقات التوضيحية (الملاحظات والمصادر أدناه) والحواشي. الأشخاص المكتوبة أسماؤهم بخط مائل وغير مرقمة هم إما متوفون أو لأن المصادر تفيد باستبعادهم من الخلافة:
- جورج الخامس ملك المملكة المتحدة (1865–1936)
  -  إدوارد الثامن ملك المملكة المتحدة (1894–1972)
  -  جورج السادس ملك المملكة المتحدة (1895–1952)
    -  إليزابيث الثانية (1926-2022)
      -  تشارلز الثالث (b. 1948) 1952 B D W
        - (1) ويليام أمير ويلز (b. 1982) B D W
          - (2) الأمير جورج من ويلز (b. 2013) B D W
          - (3) الأميرة شارلوت من ويلز (b. 2015) B D W
          - (4) لويس أمير كامبريدج (b. 2018) B D

        - (5) هاري دوق ساسكس (b. 1984) B D W
          -  (6) آرتشي ماونتباتن-وندسور (b. 2019) B D
          -  (7) ليليبت ماونتباتن-وندسور (b. 2021) B D

      - (8) الأمير أندرو دوق يورك (b. 1960) B D W
        - (9) الأميرة بياتريس (b. 1988) B D W
          - (10) سيينا مابيللي موتسي (b. 2021) B D

        - (11) الأميرة يوجيني (b. 1990) B D W
          - (12) أوغست بروكسبانك (b. 2021) B D

      - (13) الأمير إدوارد إيرل وسكس (b. 1964) B D W
        - (14) جيمس، الفيكونت سيفيرن (b. 2007) B D W
        - (15) ليدي لويز وندسور (b. 2003) B D W

      - (16) آن، الأميرة الملكية (b. 1950) 1952 B D W
        - (17) بيتر فيليبس (b. 1977) B D W
          - (18) سفانا فيليبس (b. 2010) B D W
          - (19) آيلا فيليبس (b. 2012) B D W

        - (20) زارا تندال (née Phillips; b. 1981) B D W
          - (21) ميا تندال (b. 2014) B D W
          - (22) لينا تندال (b. 2018)B D
          - (23) لوكاس تندال (b. 2021) B D

    - مارجريت كونتيسة سنودون (1930–2002) 1952
      - (24) ديفيد ارمسترونغ جونز (b. 1961) D W
        - (25) Charles Armstrong-Jones, Viscount Linley (b. 1999) D W
        - (26) Lady Margarita Armstrong-Jones (b. 2002) D W

      - (27) ساره تشاتو (née Armstrong-Jones; b. 1964) D W
        - (28) Samuel Chatto (b. 1996) D W
        - (29) Arthur Chatto (b. 1999) D W

  - هنري دوق غلوستر (1900–1974) 1952
    - وليام أمير غلوستر (1941–1972) 1952
    - (30) ريتشارد دوق غلوستر (b. 1944) 1952 D W
      - (31) Alexander Windsor, Earl of Ulster (b. 1974) D W
        - (32) Xan Windsor, Lord Culloden (b. 2007) D W
        - (33) Lady Cosima Windsor (b. 2010) D W

      - (34) Lady Davina Windsor (b. 1977) D W
        - (35) Senna Lewis (b. 2010) D W
        - (36) Tāne Lewis (b. 2012) D W

      - (37) Lady Rose Gilman (née Windsor; b. 1980) D W
        - (38) Lyla Gilman (b. 2010) D W
        - (39) Rufus Gilman (b. 2012) D W

  - جورج دوق كينت (1902–1942)
    - (40) إدوارد دوق كينت (b. 1935) 1952 D W
      - (41) جورج وندسور (b. 1962) M D W
        - Edward Windsor, Lord Downpatrick (b. 1988) X D W
        - Lady Marina Windsor (b. 1992) X D W
        - (42) Lady Amelia Windsor (b. 1995) D W

      - Lord Nicholas Windsor (b. 1970) X D W
        - (43) Albert Windsor (b. 2007) X? D W [ا]
        - (44) Leopold Windsor (b. 2009) X? D W[ا]
        - (45) Louis Windsor (b. 2014) X? D W

      - (46) Lady Helen Taylor (née Windsor; b. 1964) D W
        - (47) Columbus Taylor (b. 1994) D W
        - (48) Cassius Taylor (b. 1996) D W
        - (49) Eloise Taylor (b. 2003) D W
        - (50) Estella Taylor (b. 2004) D W

    - (51) مايكل أمير كينت (b. 1942) 1952 M W
      - (52) فريدريك ويندسور (b. 1979) W
        - (53) Maud Windsor (b. 2013) W
        - (54) Isabella Windsor (b. 2016)[5]

      - (55) جابرييلا وندسور (née Windsor; b. 1981) W

    - (56) الأميرة ألكسندرا، سعادة السيدة أوجلفي (b. 1936) 1952 W
      - (57) James Ogilvy (b. 1964) W
        - (58) Alexander Ogilvy (b. 1996) W
        - (59) Flora Vesterberg (née Ogilvy; b. 1994) W

      - (60) Marina Ogilvy (b. 1966) W
        - (61) Christian Mowatt (b. 1993) W
        - (62) Zenouska Mowatt (b. 1990) W

## التاريخ

### إنجلترا
في عام 1485، اعتلى هنري تيودر، وهو سليل لفرع نسائي شرعي من أسرة لانكستر الملكية، أسرة بوفورت، العرش الإنجليزي باسم هنري السابع، بعد هزيمة ريتشارد الثالث، الذي قُتل في معركة بوسوورث عندما كان يقود هجومًا ضد هنري. كان ريتشارد آخر ملوك أسرة يورك، والأخير من سلالة بلانتاجانت. أعلن هنري نفسه ملكًا بأثر رجعي اعتبارًا من 21 أغسطس عام 1485، في اليوم السابق لانتصاره على ريتشارد في معركة بوسوورث، وألغى لقب ريتشارد الملكي تيتولوس ريجيوس وحذفه من قوائم البرلمان. وبعد تتويج هنري في لندن في أكتوبر من ذلك العام، أقر برلمانه الأول، الذي استُدعي للاجتماع في وستمنستر في نوفمبر، أن «ميراث التاج يجب أن يكون، ويبقى، ويلتزم بأكثر شخصية ملكية للسيد الحاكم آنذاك، الملك هنري السابع، وورثته المستقبليين الشرعيين».
اعتلى هنري الثامن العرش بعد أبيه. على الرغم من أن والده ينحدر من أسرة لانكستر، فقد استطاع هنري الثامن أيضًا الحصول على العرش من خلال نسب أسرة يورك، إذ كانت والدته إليزابيث أخت إدوارد الخامس ووريثته. وفي عام 1542، أصبح هنري ملك أيرلندا أيضًا، وورث هذا الأمر لملوك إنجلترا، وبريطانيا العظمى بعد ذلك، إلى أن دمجت قوانين الاتحاد لعام 1800 التيجان المنفصلة في تاج المملكة المتحدة.
أدت الزيجات العديدة لهنري الثامن إلى الكثير من التعقيدات بشأن ترتيب العرش. إذ تزوج هنري الثامن لأول مرة بكاثرين أراغون، وأنجب منها ابنة تدعى ماري. وفي زواجه الثاني من آن بولين أنجب ابنة اسمها إليزابيث. وكان لدى هنري الثامن ابن يدعى إدوارد، من زوجته الثالثة جين سيمور. وقد صدر قانون برلماني عام 1533 أعلن أن ماري ابنة غير شرعية؛ وفي قانون أخر في عام 1536 اعتُبرت إليزابيث ابنة غير شرعية أيضًا. على الرغم من أن الاثنتين بقيتا ابنتين غير شرعيتين، إلا أن قانونًا صادرًا عن البرلمان في عام 1544 سمح بإعادة إدراجهما كابنتين شرعيتين، ونص على «أنه ينبغي للملك أن يعطي، أو يحد، أو يعين، أو يتخلص من الأشخاص في ترتيب التاج الإمبراطوري المذكور والأماكن الأخرى.. عن طريق براءة التمليك أو الوصية الأخيرة المكتوبة». كان من المقرر أن تتبع ماري وإليزابيث، بموجب وصية هنري الثامن، أحفاد أخت الملك المتوفاة ماري تيودور، دوقة سوفولك (ومع ذلك، فقد استبعد ابنة أخته فرانسيس براندون، دوقة سوفولك). ما جعل أحفاد أخت هنري الكبرى مارغريت تيودور - الذين كانوا حكام اسكتلندا- مستبعدين من ترتيب العرش أيضًا.
عندما توفي هنري الثامن عام 1547، خلفه إدوارد الشاب وأصبح إدوارد السادس. كان إدوارد السادس أول ملك بروتستانتي ينجح في حكم إنجلترا. حاول تحويل مسار ترتيب العرش في وصيته لمنع أخته غير الشقيقة الكاثوليكية، ماري، من وراثة العرش. فاستبعد ماري وإليزابيث، واستقر على ابنة دوقة سوفولك، ليدي جين غراي. واستُبعدت جين في الأصل على أساس أنه لا يمكن لامرأة أن تسيطر على إنجلترا. ومع ذلك، عُدلت الوصية، التي كانت تشير في الأصل إلى ورثة جين الذكور، لتشير إلى جين وورثتها الذكور. عند وفاة إدوارد السادس عام 1553، أُعلنت جين ملكة إنجلترا وأيرلندا. لم يُعترف بها عالميًا وبعد تسعة أيام أطاحت بها ماري المحبوبة. وبما أن وصية هنري الثامن جرت الموافقة عليها بموجب قانون صادر عن البرلمان في عام 1544، فإن وصية إدوارد المخالفة كانت غير قانونية وجرى تجاهلها.
خلفت ماري أختها غير الشقيقة، إليزابيث، التي خالفت أعراف العديد من أسلافها، ورفضت تسمية وريث. في حين مُنح الملوك السابقون (بما في ذلك هنري الثامن) سلطة على وجه التحديد لتحديد الورثة غير المؤكدين في وصاياهم، أكد قانون الخيانة 1571 أن البرلمان له الحق في تسوية النزاعات، وجعل من الخيانة إنكار السلطة البرلمانية. وحذرًا من تهديدات الورثة المحتملين الآخرين، أقر البرلمان أيضًا قانون التأسيس رقم 1584، والذي ينص على أن أي فرد متورط في محاولات قتل الملك سيُستبعد من ترتيب العرش. (تم إلغاء القانون عام 1863).

### إسكتلندا
حكمت أسرة ستيوارت إسكتلندا منذ عام 1371، وقد اتبعت قواعد صارمة بشأن توريث البكر، حتى عزل ماري الأولى ونفيها في عام 1567، والتي خلفها ابنها جيمس السادس.

## ترتيب الأوائل على العرش
| الترتيب | الاسم                           | مواليد | ملاحظات                                                                |
| ------- | ------------------------------- | ------ | ---------------------------------------------------------------------- |
| 1       | الأمير ويليام                   | 1982   | ولي عهد المملكة المتحدة -دوق كامبريدج - نجل الملك تشارلز الثالث        |
| 2       | الأمير جورج                     | 2013   | حفيد الملك تشارلز الثالث - نجل دوق كامبريدج                            |
| 3       | الأميرة شارلوت                  | 2015   | حفيدة الملك تشارلز الثالث - ابنة دوق كامبريدج                          |
| 4       | الأمير لويس                     | 2018   | حفيد الملك تشارلز الثالث - نجل دوق كامبريدج                            |
| 5       | الأمير هاري                     | 1984   | دوق ساسكس - نجل الملك تشارلز الثالث                                    |
| 6       | آرتشي هاريسون                   | 2019   | حفيد الملك تشارلز الثالث - نجل دوق ساسكس                               |
| 7       | ليليبيت ديانا                   | 2021   | حفيدة الملك تشارلز الثالث - ابنة دوق ساسكس                             |
| 8       | الأمير أندرو                    | 1960   | دوق يورك - شقيق الملك تشارلز الثالث                                    |
| 9       | الأميرة بياتريس                 | 1988   | ابنة دوق يورك                                                          |
| 10      | سيينا مابيلي موزي               | 2021   | ابنة الأميرة بياتريس                                                   |
| 11      | الأميرة يوجيني                  | 1990   | ابنة دوق يورك                                                          |
| 12      | أوغست بروكسبانك                 | 2021   | نجل الأميرة يوجيني                                                     |
| 13      | الأمير إدوارد                   | 1964   | إيرل وسكس - شقيق الملك تشارلز الثالث                                   |
| 14      | الأمير جيمس                     | 2007   | فيكونت سيفيرن - نجل إيرل وسكس                                          |
| 15      | الليدي لويز                     | 2003   | ابنة إيرل وسكس                                                         |
| 16      | الأميرة آن                      | 1950   | شقيقة الملك تشارلز الثالث                                              |
| 17      | بيتر فيليبس                     | 1977   | نجل الأميرة آن                                                         |
| 18      | سافانا فيليبس                   | 2010   | ابنة بيتر فيليبس                                                       |
| 19      | إيلا فيليبس                     | 2012   | ابنة بيتر فيليبس                                                       |
| 20      | زارا تندال                      | 1981   | ابنة الأميرة آن                                                        |
| 21      | ميّا تندال                       | 2014   | ابنة زارا تندال                                                        |
| 22      | لينا تندال                      | 2018   | ابنة زارا تندال                                                        |
| 23      | لوكاس تندال                     | 2021   | نجل زارا تندال                                                         |
| 24      | ديفيد أرمستونغ جونز             | 1961   | إيرل لينلي - نجل الأميرة مارجريت كونتيسة سنودون                        |
| 25      | الأونرابل تشارلز أرمستونغ جونز  | 1999   | نجل إيرل لينلي                                                         |
| 26      | الأونرابل مارجريت أرمستونغ جونز | 2002   | ابنة إيرل لينلي                                                        |
| 27      | الليدي سارة شاتو                | 1964   | ابنة الأميرة مارجريت كونتيسة سنودون                                    |
| 28      | صامويل شاتو                     | 1996   | نجل الليدي سارة شاتو                                                   |
| 29      | آرثر شاتو                       | 1999   | نجل الليدي سارة شاتو                                                   |
| 30      | الأمير ريتشارد                  | 1944   | دوق جلوستر - نجل هنري دوق غلوستر وحفيد جورج الخامس ملك المملكة المتحدة |

## ملوك وأمراء أوروبيون ومكانهم بترتيب العرش البريطاني
ملوك وأمراء في أوروبا من نسل الملكة فكتوريا أو من نسل أسلافها ملوك بريطانيا وترتيبهم في العرش البريطاني:
| الترتيب   | الاسم                                            | مواليد         | ملاحظات |
| --------- | ------------------------------------------------ | -------------- | --- |
| 73        | الملك هارالد الخامس                              | 1937           | ملك النرويج |
| 74        | الأمير هاكون                                     | 1973           | ولي العهد في النرويج - نجل الملك هارالد الخامس |
| 283       | الملك كارل السادس عشر غوستاف                     | 1946           | ملك السويد |
| 284       | الأمير كارل فيليب                                | 1979           | دوق فارملاند - نجل ملك السويد |
| 286       | الأميرة فيكتوريا                                 | 1977           | ولية العهد في السويد - دوقة واسترغوتلاند - ابنة ملك السويد |
| 289       | الأميرة مادلين                                   | 1982           | دوقة هالسينغلاند وغاستركلاند - ابنة ملك السويد |
| 292       | الأميرة مارغريتا                                 | 1934           | شقيقة ملك السويد |
| 302       | الأميرة ديزيريه                                  | 1938           | شقيقة ملك السويد |
| 321       | الملكة مارغريت الثانية                           | 1940           | ملكة الدنمارك |
| 322       | الأمير فريدريك                                   | 1968           | ولي العهد في الدنمارك - نجل الملكة مارغريت الثانية |
| 336       | الملكة آن ماري                                   | 1946           | زوجة قسطنطين الثاني ملك اليونان الأسبق - شقيقة الملكة مارغريت الثانية ملكة الدنمارك |
| 337       | الأمير بافلوس                                    | 1967           | ولي العهد في اليونان سابقًا - نجل الملكة آن ماري |
| 565 ←     | قسطنطين الثاني الملكة صوفيا الملك فيليبي السادس  | 1940 1938 1968 | ملك اليونان سابقاً زوجة ملك إسبانيا الأسبق - شقيقة ملك اليونان الأسبق (مستثناة من خط الخلافة لأنها تحولت إلى الكاثوليكية) ملك إسبانيا - نجل الملكة صوفيا (مستثنى من خط الخلافة لكونه كاثوليكياً) |
| 699       | خوان كارلوس الأول                                | 1938           | والد ملك إسبانيا الحالي (مستثنى من خط الخلافة لكونه كاثوليكياً) |
| 1160 1161 | الأميرة بياتريكس الملك ويليام ألكسندر            | 1938 1967      | ملكة هولندا سابقاً ملك هولندا حالياً - نجل الأميرة بياتريكس (أُستثني من خط الخلافة بين عامي 2002 و 2015 لأنه تزوج من كاثوليكية)                                                                   |
| 1345 ←    | الملك ألبير الثاني الملك فيليب الدوق الأكبر هنري | 1934 1960 1955 | ملك بلجيكا سابقاً (مستثنى من خط الخلافة لكونه كاثوليكياً) ملك بلجيكا حالياً - نجل الملك ألبير الثاني (مستثنى من خط الخلافة لكونه كاثوليكياً) دوق لوكسمبورغ (مستثنى من خط الخلافة لكونه كاثوليكياً)  |
| 3343      | الملك سيميون الثاني                              | 1937           | ملك بلغاريا سابقاً |